# 卡尔顿·福克纳
卡尔顿·福克纳（英語：Carlton W. Faulkner，1904年6月7日—1967年1月28日）是一位美国的音讯工程师。他因国王与我而赢得了1次奥斯卡最佳音响效果奖。他还获得了3次最佳音效提名，和1次奥斯卡最佳视觉效果奖。

## 精选影视作品
福克纳获得过1次奥斯卡奖，并获得过3次提名。
获奖：
- 国王与我 (1956)[1]

提名：
- 爱情多壮丽 (1955)[2]
- 百战雄狮（英语：The Young Lions (film)） (1958)[3]
- 地心游记（英语：Journey to the Center of the Earth (1959 film)） (1959)（最佳音效与最佳视觉特效）[4]